# Gallo Galli
Gallo Galli (Montecarotto, 26 gennaio 1889 – Fossombrone, 9 settembre 1974) è stato un filosofo italiano.

## Biografia
Nasce a Montecarotto il 26 gennaio 1889. Compiuti gli studi classici con assoluta regolarità, si iscrive alla Facoltà di Lettere e Filosofia all'Università di Roma, dove ha come maestri, tra gli altri, Bernardino Varisco e Giacomo Barzellotti.
Dal primo apprende il rigore del metodo negli studi filosofici, dal secondo la passione per le ricerche storiche e le vaste esplorazioni letterarie. Si laurea con il massimo dei voti dopo aver discusso la tesi di laurea su Kant e Rosmini, avendo come relatore Barzellotti. Al termine del Primo conflitto mondiale arriva l'incarico di filosofia nei licei classici di Senigallia e di Bologna. Passa poi alla cattedra di filosofia presso la Facoltà di Magistero di Firenze e nel 1935 pubblica I principii della scuola fascista: con particolare riguardo alla scuola elementare.
Diviene ordinario di filosofia teoretica e di filosofia morale a Cagliari dal 1936 al 1939. Entra definitivamente nella Facoltà di Magistero di Torino, con cattedre in filosofia teoretica e storia della filosofia.
Diviene socio corrispondente dell'Accademia delle Scienze di Torino, della Reale Accademia Peloritana di Messina e professore emerito all'Università di Torino, che lo decora con medaglia d'oro.
Figura centrale per cinque decenni della filosofia italiana, Galli esordisce con una ricerca sullo sviluppo della filosofia kantiana e quella di Rosmini; temi che non solo non si stanca mai di ampliare ma affina in ulteriori indagini.
Sia per un personale interesse, sia anche per esigenze di insegnamento, esegue vaste indagini di carattere storico su filosofi antichi, moderni e contemporanei. Vanno menzionati gli studi su Socrate, Platone, Aristotele, Cartesio, Giordano Bruno e Leibniz, ma anche lo studio storico e critico su Renouvier.
Nel 1944 la Chiantore di Torino pubblica «L'uno e i molti», l'opera che certifica la maturità teoretica di Galli e gli procura l'interesse di larga parte del mondo accademico italiano per le conclusioni sui rapporti tra il sentimento e il pensiero riflesso.
Ampie le discussioni, e talora vivacissime, su autori contemporanei, dai quali esige rigore, chiarezza e intransigenza speculativa. Organo di polemiche e di interventi nella vita della cultura italiana contemporanea è la rivista pedagogica e filosofica «Il Saggiatore», da lui fondata e diretta nel 1951.
Privo di ambizioni mondane, sempre affabile, ama la compagnia delle persone colte e la conversazione delle anime semplici, destinate al bene e alla verità. Confida soprattutto nella scuola, veicolo ideale per dare alle generazioni nuove volontà, serietà, cultura adeguata ai tempi: «Una scuola che studia, senza divagare e che sappia attingere costantemente alle fonti del sapere», amava ripetere.
Grazie al suo ininterrotto lavoro di studioso, il mondo accademico italiano ha beneficiato di un numero impressionante di sue pubblicazioni, fatto di saggi, manuali per le scuole, opuscoli e articoli per riviste specializzate.
Negli ultimi anni della sua vita si dedica all'arte e alla religione, completando, in questa maniera, il panorama delle sue indagini.
Si spegne all'età di 85 anni a Fossombrone, prima della sua ultima opera su Platone. La sua spoglia riposa nel cimitero di Senigallia.
Nel 1978, la Scuola media statale di Montecarotto — oggi Scuola secondaria di primo grado — ha aggiunto all'intestazione il nome di "Gallo Galli".

## Opere

### Di carattere filosofico o generale
- Kant e Rosmini, Lapi, Città di Castello 1914.
- Kant e Rosmini, in «Rivista di filosofia», VII, 1915, pp. 109–13.
- La filosofia teoretica dei manuali, Oderisi, Gubbio 1933.
- Saggio sulla dialettica della realtà spirituale, Vol. I., Oderisi, Gubbio 1933.
- Lineamenti di filosofia, Azzoguidi, Bologna 1935.
- La dimostrazione dell'esistenza del mondo esterno e il valore pratico delle qualità sensibili secondo Cartesio, Oderisi, Gubbio 1935.
- Studi storico-critici sulla filosofia di Ch. Renouvier. II. La legge del numero, D. Alighieri, Milano 1935.
- Le prove dell'esistenza di Dio in Cartesio, Valdes, Cagliari 1937.
- La dottrina cartesiana del metodo, D. Alighieri, Milano 1937.
- La filosofia di Leibniz: Facoltà di Magistero 1941-42, Università di Torino, Statuto, Torino 1942.
- Studi cartesiani, Chiantore, Torino 1943.
- Il pensiero filosofico di Cartesio, Chiantore, Torino 1943.
- Dall'idea dell'essere alla forma della coscienza, Chiantore, Torino 1944.
- L'uno e i molti, Chiantore, Torino 1944.
- Saggio sulla dialettica della realtà spirituale. 2ª edizione con correzioni, rifacimenti e aggiunte, Chiantore, Torino 1944.
- Prime linee d'un idealismo critico e due studi su Renouvier, Gheroni, Torino 1945.
- Problemi educativi con una nota su Comenio, Gheroni, Torino 1946.
- Storia della Filosofia greca: I sofisti, Socrate, Platone. Università di Torino. Facoltà di Magistero. Anno accademico 1944-45, Gheroni, Torino 1946.
- Studi sulla filosofia di Leibniz, Cedam, Padova 1947.
- Sul pensiero di A. Carlini ed altri studi: da Talete al "Menone" di Platone, il problema di Cartesio, per la fondazione di un vero e concreto immanentismo, Gheroni, Torino 1950.
- Corso di storia della Filosofia: Anno accademico 1949-1950. Aristotele, Gheroni, Torino 1950.
- Da Talete al menone di Platone, Gheroni, Torino 1956.
- Tre studi di filosofia: pensiero ed esperienza, sulla persona, su Dio e sull'immortalità, Gheroni, Torino 1956.
- Socrate ed alcuni dialoghi platonici: Apologia, Convito, Lachete, Eutifrone, Liside, Jone, Giappichelli, Torino 1958.
- Linee fondamentali d'una filosofia dello spirito, Bottega d'Erasmo, Torino 1961.
- L'idea di materia e di scienza fisica da Talete a Galileo, Giappichelli, Torino 1963.
- L'uomo nell'assoluto, Giappichelli, Torino 1965.
- La vita e il pensiero di Giordano Bruno, Marzorati, Milano 1973.
- Sguardo sulla filosofia di Aristotele, Pergamena, Milano 1973.
- Platone, Pergamena, Milano 1974.

### Di carattere pedagogico
- Filosofia e pedagogia, Oderisi, Gubbio 1935.
- I principii della scuola fascista: con particolare riguardo alla scuola elementare, Il Risveglio scolastico, Milano 1935.

## Articoli su Gallo Galli
- A. Deregibus, Idealismo, spiritualismo ed esistenzialità nella metafisica critica di Gallo Galli, in «Giornale di Metafisica - Rivista bimestrale di filosofia», 1987, Vol. 9, Numero 3, pp. 515–534, ISSN 0017-0372.
- G. D'Acunto, Cartesio, in Italia, a cavallo della metà del Novecento, «Giornale di filosofia», 2007, pp. 5–6, ISSN 1827-5834, http://www.giornaledifilosofia.net/public/filosofiaitaliana/scheda_fi.php?id=32.